# Otomops formosus
Otomops formosus — вид кажанів родини молосових.

## Середовище проживання
Цей вид представлений у вигляді чотирьох зразків, зібраних на Західній Яві, Індонезія (два в 1939 році і два в 1990) на висотах близько 400 м над рівнем моря. 